# Патрік Коллетер
Патрік Коллетер (фр. Patrick Colleter, нар. 6 листопада 1965, Брест) — французький футболіст, що грав на позиції захисника. По завершенні ігрової кар'єри — тренер.
Виступав, зокрема, за клуб «Парі Сен-Жермен».
Дворазовий володар Кубка Франції. Володар Кубка французької ліги. Володар Кубка Кубків УЄФА.

## Ігрова кар'єра
У дорослому футболі дебютував 1986 року виступами за команду «Брест», у якій провів чотири сезони.
Протягом 1990—1991 років захищав кольори клубу «Монпельє».
Своєю грою за останню команду привернув увагу представників тренерського штабу клубу «Парі Сен-Жермен», до складу якого приєднався 1991 року. Відіграв за паризьку команду наступні п'ять сезонів своєї ігрової кар'єри.
Згодом з 1996 по 2002 рік грав у складі команд «Бордо», «Марсель», «Саутгемптон» та «Канн».
Завершив ігрову кар'єру у команді «Сен-Медар-ан-Жаль», за яку виступав протягом 2002—2003 років.

## Кар'єра тренера
Розпочав тренерську кар'єру невдовзі по завершенні кар'єри гравця, 2005 року, увійшовши до тренерського штабу клубу «Бордо».
Наразі останнім місцем тренерської роботи був клуб «Монако», в якому Патрік Коллетер був одним з тренерів головної команди з 2007 по 2009 рік.

## Титули і досягнення
- Володар Кубка Франції (2):

«Парі Сен-Жермен»: 1992-1993, 1994-1995
- Володар Кубка французької ліги (1):

«Парі Сен-Жермен»: 1993-1994
- Володар Кубка Кубків УЄФА (1):

«Парі Сен-Жермен»: 1995-1996